# Alstom Citadis 301/401
| Citadis 301 / Citadis 401 | Citadis 301 / Citadis 401                              | Citadis 301 / Citadis 401                              | Citadis 301 / Citadis 401                              | Citadis 301 / Citadis 401                              |
|                           | Montpellier (Linie 1)                                  | Orléans (Linie A)                                      | Dublin                                                 | Dublin                                                 |
| ------------------------- | ------------------------------------------------------ | ------------------------------------------------------ | ------------------------------------------------------ | ------------------------------------------------------ |
|                           |                                                        |                                                        |                                                        |                                                        |
| Nummerierung:             | 2001–2030                                              | 39–60                                                  | 3001–3026                                              | 4001–4014                                              |
| Anzahl:                   | 29/30                                                  | 22                                                     | 26                                                     | 14                                                     |
| Typ                       | 401 ursprünglich 301                                   | 301                                                    | 401 ursprünglich 301                                   | 401                                                    |
| Auslieferung:             | 1999–2000, 2002                                        | 2000–2001                                              | 2003–2004                                              | 2003–2004                                              |
| Verlängerung:             | 2002–2003                                              |                                                        | 2007–2008                                              |                                                        |
| Ausmusterung:             | 1 Wagen 2019 nach Unfall                               |                                                        |                                                        |                                                        |
| Achsformel:               | Typ 301: Bo’ 2 Bo’ Typ 401: Bo’ Bo 2 Bo’               | Typ 301: Bo’ 2 Bo’ Typ 401: Bo’ Bo 2 Bo’               | Typ 301: Bo’ 2 Bo’ Typ 401: Bo’ Bo 2 Bo’               | Typ 301: Bo’ 2 Bo’ Typ 401: Bo’ Bo 2 Bo’               |
| Spurweite:                | 1435 mm (Normalspur)                                   | 1435 mm (Normalspur)                                   | 1435 mm (Normalspur)                                   | 1435 mm (Normalspur)                                   |
| Länge über Kasten:        | Typ 301: 29,62 m Typ 401: 40,97 m                      | 29,87 m                                                | Typ 301: 29,7 m Typ 401: 40,81 m                       | Typ 301: 29,7 m Typ 401: 40,81 m                       |
| Breite:                   | 2,65 m                                                 | 2,32 m                                                 | 2,40 m                                                 | 2,40 m                                                 |
| Drehgestellachsstand:     | Äußere Drehgestelle: 1800 mm Arpège-Laufwerke: 1600 mm | Äußere Drehgestelle: 1800 mm Arpège-Laufwerke: 1600 mm | Äußere Drehgestelle: 1800 mm Arpège-Laufwerke: 1600 mm | Äußere Drehgestelle: 1800 mm Arpège-Laufwerke: 1600 mm |
| Leermasse:                | Typ 301: 37,9 t Typ 401: 52 t                          | 36,7 t                                                 | Typ 301: 35,3 t Typ 401: 51 t                          | Typ 301: 35,3 t Typ 401: 51 t                          |
| Höchstgeschwindigkeit:    | 70 km/h                                                | 80 km/h                                                | 70 km/h                                                | 70 km/h                                                |
| Dauerleistung:            | Typ 301: 4 × 140 kW Typ 401: 4 × 140 kW + 2 × 120 kW   | Typ 301: 4 × 140 kW Typ 401: 4 × 140 kW + 2 × 120 kW   | Typ 301: 4 × 140 kW Typ 401: 4 × 140 kW + 2 × 120 kW   | Typ 301: 4 × 140 kW Typ 401: 4 × 140 kW + 2 × 120 kW   |
| Raddurchmesser:           | 590 mm (im Neuzustand)                                 | 590 mm (im Neuzustand)                                 | 590 mm (im Neuzustand)                                 | 590 mm (im Neuzustand)                                 |
| Antrieb:                  | Drehstrom-Asynchronmaschinen                           | Drehstrom-Asynchronmaschinen                           | Drehstrom-Asynchronmaschinen                           | Drehstrom-Asynchronmaschinen                           |
| Betriebsart:              | Zweirichtungswagen                                     | Zweirichtungswagen                                     | Zweirichtungswagen                                     | Zweirichtungswagen                                     |
| Sitzplätze:               | Typ 301: 56 Typ 401: 76                                | 40                                                     | Typ 301: 56 Typ 401: 80                                | Typ 301: 56 Typ 401: 80                                |
| Stehplätze (4/m²):        | Typ 301: 149 Typ 401: 213                              | 136                                                    | Typ 301: 136 Typ 401: 184                              | Typ 301: 136 Typ 401: 184                              |
| Fußbodenhöhen:            | 350 mm / 600 mm                                        | 350 mm / 600 mm                                        | 350 mm / 600 mm                                        | 350 mm / 600 mm                                        |
| Niederfluranteil:         | 76 %                                                   | 64 %                                                   | 76 %                                                   | 76 %                                                   |
| Belege:                   | [ 2 ] [ 3 ] [ 4 ]                                      | [ 5 ] [ 3 ]                                            | [ 6 ] [ 3 ]                                            | [ 6 ] [ 3 ]                                            |

Citadis 301 und Citadis 401 sind die beiden Längenvarianten des ersten Fahrzeugtyps der Citadis-Familie niederfluriger Straßenbahnwagen des Herstellers Alstom. Die kürzere Variante 301 wurde im Dezember 1995 gemeinsam mit zwei Varianten des zweiten Citadis-Typs vorgestellt. Von 1999 bis 2004 wurden insgesamt 92 Fahrzeuge an die Straßenbahnen Montpellier, Orléans und Dublin ausgeliefert. Bis 2008 folgten noch Verlängerungen vorhandener Citadis 301 zu Citadis 401. Die Wagen sind jeweils die erste Fahrzeuggeneration dieser im Zuge der Renaissance der Straßenbahn neu angelegten Netze.

## Technik und Aufbau
Die Fahrzeuge sind als Gelenkwagen mit aufgesattelten Endwagen ausgeführt. Diese Endwagen laufen jeweils auf einem Triebdrehgestell. Zum Wagenende hin ist jeweils eine Einzeltür auf beiden Seiten angeordnet, zum Gelenk hin jeweils zwei Doppeltüren. Beim Citadis 301 gibt es nur ein kurzes Mittelteil mit nicht ausdrehbarem Laufwerk, beim Citadis 401 zwei solche und dazwischen ein laufwerksloses Mittelteil. Im laufwerkslosen Mittelteil sind bei den Wagen für Montpellier zwei Doppeltüren und bei denen für Dublin nur eine Doppeltür je Seite angeordnet.
Die Drehgestelle an den Wagenenden entsprechen weitgehend denjenigen des Typs NGT8D der Straßenbahn Magdeburg. Sie mussten allerdings an eine höhere Belastung angepasst werden, da sich ein Citadis 301 bei ähnlicher Länge und Masse auf ein Laufwerk weniger abstützt. In den Triebdrehgestellen ist je Radsatz ein luftgekühlter und vollständig abgefederter Drehstrom-Asynchronmotor mit einer Dauerleistung von 140 kW angeordnet. Beide Motoren eines Drehgestells werden über einen IGBT-Wechselrichter gespeist. Über den Triebdrehgestellen ist der Fußboden auf 600 mm über der Schienenoberkante angehoben und durch eine Stufe von den 350 mm hohen Niederflurbereichen abgetrennt. Seitlich des Gangs gibt es zwischen den Radkästen außerdem ungefähr 60 mm hohe Podeste.
Die Laufwerke unter den Mittelteilen sind vom Typ Arpège, welcher auch bei anderen Citadis-Typen verwendet wird. Es ist jeweils eines davon nicht angetrieben, das zweite Exemplar bei den Citadis 401 hat dagegen zwei Drehstrom-Asynchronmotoren mit einer Dauerleistung von je 120 kW. Diese Laufwerke ermöglichen einen niederflurigen Durchgang. Bei der ursprünglichen Präsentation des Konzepts im Dezember 1995 war für die Mittelteile noch eine Konstruktion vorgesehen, welche in der angetriebenen Variante einen auf 600 mm erhöhten Wagenboden wie über den Drehgestellen erfordert hätte.

## Einsatz

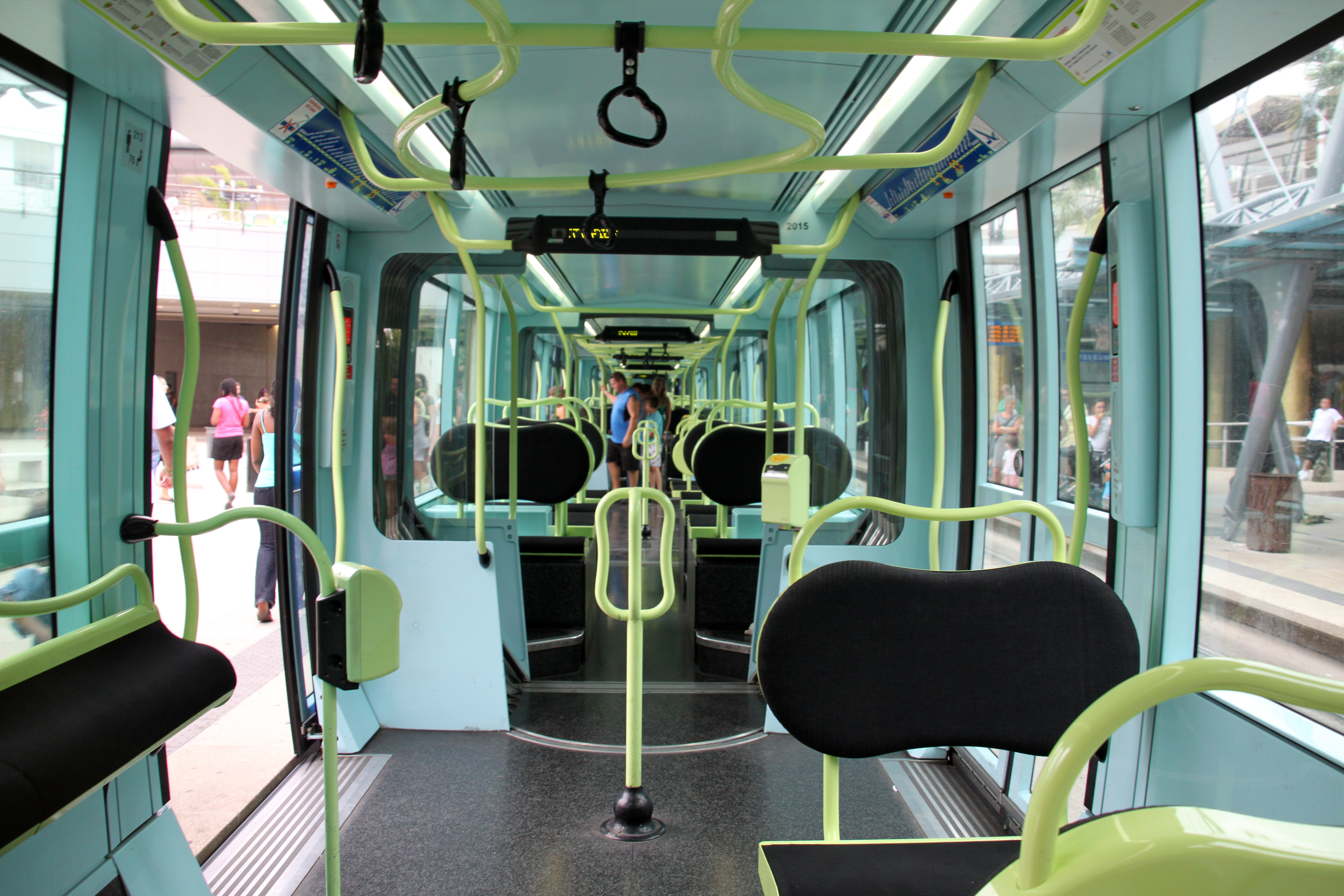
Fahrgastraum eines Citadis 401 in Montpellier

### Montpellier
Für die Straßenbahn Montpellier wurden zunächst 28 Citadis 301 beschafft, deren Auslieferung 1999 bis 2000 erfolgte. Um das hohe Fahrgastaufkommen bewältigen zu können, wurden die Fahrzeuge im Laufe der Jahre 2002 und 2003 zu Citadis 401 verlängert. Um während des Umbaus genügend Wagen zur Verfügung zu haben, kamen 2002 zwei weitere Citadis 301 hinzu, welche dann als letzte Exemplare ebenfalls verlängert wurden. Auch nach dem weiteren Ausbau des Netzes beschränkt sich der Einsatz auf die Linie 1, in deren Design aus blauem Mittelmeerhimmel und weißen Schwalben die Fahrzeuge gestaltet sind.
Nach der Kollision zweier Fahrzeuge im Dezember 2019 wurde aus unbeschädigten Wagenteilen dieser 2021 wieder ein einsatzfähiger Wagen zusammengesetzt. Das sich aus den anderen Wagenteilen ergebende Fahrzeug wurde dagegen ausgemustert. Neuwagen zum Ersatz der verbleibenden 29 Citadis 401 wurden 2022 bestellt.

### Orléans
Für die Straßenbahn Orléans wurden 22 Citadis 301 beschafft, deren Auslieferung 2000 bis 2001 erfolgte. Der Einsatz beschränkt sich auch nach dem weiteren Netzausbau auf die Linie A, weil die Fahrzeuge nicht zur Nutzung des Stromschienensystems Alimentation par le sol ausgerüstet sind, welches im Verlauf der Linie B abschnittsweise verwendet wird.

### Dublin
Für die Straßenbahn Dublin wurden zunächst 26 Citadis 301 zur Bedienung der roten Linie und 14 Citadis 401 zur Bedienung der grünen Linie beschafft, deren Auslieferung 2003 bis 2004 erfolgte. 2007 bis 2008 wurden auch die Wagen der roten Linie zum Typ 401 verlängert. Seit der Flottenerweiterung mit 2009 bis 2010 ausgelieferten Citadis 402 wird die gesamte Citadis-401-Flotte auf der roten Linie eingesetzt.

### Valenciennes
Auch für die Straßenbahn Valenciennes waren zunächst 17 und optional vier weitere Citadis 301 mit einer Länge von 29,42 Metern und einer Breite von 2,4 Metern bestellt worden. 2003 wurde der Auftrag jedoch gleichzeitig mit der Einlösung der Option auf Fahrzeuge des Typs 302 geändert.